# Mads Østberg
Mads Østberg (* 11. října 1987, Moss, Norsko) je norský jezdec rallye. Jeho navigátorem je Nor Ola Floene.
Jeho první výhrou ve WRC byla v roce 2012 Vodafone Rally de Portugal 2012, jeho vozem byl Ford Fiesta RS WRC a jel v barvách Norského týmu Adapta World Rally Team. V roce 2013 závodí za tým Malcolma Wilsona Qatar M-Sport World Rally Team kde dojede dvakrát na třetím místě, celkově je i přes obří smůlu klasifikován šestý.

## Kariéra

### 2014-2015: Citroen
Od roku 2014 startuje za tým Citroenu, a je jedním z nejrychlejších jezdců na šotolině. V roce 2014 získává jedno druhé a tři třetí místa, končí 5. v hodnocení jezdců a poráží tak kolegu Krise Meeka. Sezona 2015 se nese ve znamení spolehlivosti a zisku dvou druhých míst z Mexika a Argentiny a třetího místa z Finska. Mads pomáhá společně s kolegou Meekem zajistit Citroenu druhé místo ve značkách a sezonu končí na 4. místě se 116 body, nejlepší ze zbytku světa po jezdcích Volkswagenu.

### 2016: návrat do M-Sportu
I tento rok zdobí Madse extrémní spolehlivost, pravidelně boduje a po třech závodech a dvou čtvrtých a jednom třetím místě je nejbližším soupeřem Sébastiena Ogiera. Je také rekordmanem v počtu umístění na bodech v řadě za sebou. Tento počin už se mu podařilo několikrát vylepšit a bodovat dokázal již 18x v řadě V průběhu sezony však na slibný začátek nenaváže, v Portugalsku dokonce nestíhá nováčkovi Ericu Camillimu a jediná soutěž kde se zapojí do boje o pódium je soutěž na Sardinii, kde však končí po kontaktu s kamennou zdí. Na svém kontě má na konci sezony 102 bodů a končí na celkovém 7. místě.
V červenci tým oznámil, že Mads Østberg končí spolupráci s Olou Fløenem a po roce a půl mění spolujezdce. Ve Finsku bude norského pilota navigovat Torstein Eriksen.